# 게리 밸런타인
게리 밸런타인(Gary Valentine, 1961년 11월 22일 ~ )은 미국의 배우이다.

## 출연 작품

### 영화
- 크리스마스를 구한 개 (2009, The Dog Who Saved Christmas Vacation)
  - The Dog Who Saved the Holidays (2012)
  - The Dog Who Saved Summer (2015)
- 폴 블라트 - 몰 캅 (2009)
  - 폴 블라트: 몰 캅 2 (2015)
- 잭 앤 질 (2011)

### 텔레비전
- 킹 오브 퀸즈 (1999-2007)